# Duque de Westminster
Duque de Westminster é um título pertencente ao Pariato do Reino Unido. Foi criado pela Rainha Vitória em  1874 e concedido a Hugh Grosvenor, 3.º Marquês de Westminster. É o ducado mais recente atribuído a alguém que não tenha ligação à família real britânica.
Os 2.º, 3.º, 4.º e 5.º Duques foram todos netos do primeiro. O atual titular do título é Hugh Grosvenor, 7.º Duque de Westminster, que herdou o ducado em 9 de agosto de 2016, após a morte do seu pai, Gerald. O atual duque é padrinho do Príncipe Jorge de Gales.
As residências do Duque de Westminster são Eaton Hall, em Cheshire, e Abbeystead House, em Lancashire. A casa da família em Londres era Grosvenor House, em Park Lane, enquanto o Castelo de Halkyn foi construído como um pavilhão de caça para a família no início do século XIX. O local tradicional de sepultamento dos Duques é o antigo cemitério adjacente à Igreja de Santa Maria, em Eccleston.

## História
Sir Richard Grosvenor, o 7.º Baronete, foi feito Barão Westminster em 1761; Visconde Belgrave e Conde Grosvenor em 1784, pelo rei Jorge III. O título Marquês de Westminster foi conferido a Robert Grosvenor, o 2º Conde Grosvenor na coroação de Guilherme IV em 1831.

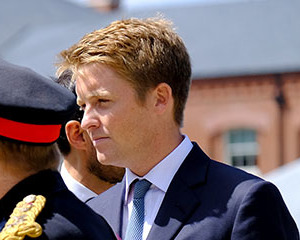
Hugh Grosvenor, 7.º Duque de Westminster, o atual Duque.

O fundador da família inglesa Grosvenor veio à Inglaterra com Guilherme, o Conquistador. O primeiro nome de Grosvenor foi "Gros Veneur", e William Gros Veneur foi o mestre de caça de Guilherme, o Conquistador. Em troca de seus serviços, William Gros Veneur ganhou propriedades no noroeste da Inglaterra (fora de Chester, onde Eaton Hall fica na atualidade). A família Grosvenor ficou bem conhecida na Idade Média quando, sem sucesso, disputou o direito do brasão "Azure a Bend Or" com a família Scrope, a qual era mais proeminente. Em 1677, Sir Thomas Grosvenor desposou Mary Davies, herdeira de 500 acres de terra rural ao redor de Londres. Enquanto Londres crescia, esta propriedade tornou-se a fonte da imensa riqueza da família e desenvolveu-se nas áreas nobres e famosas de Mayfair e de Belgravia, que permanecem até hoje como a base da fortuna dos Grosvenor. 
Pelo menos 500 estradas e edifícios carregam seus nomes e títulos de família, bem como os nomes do lugar e dos povos conectados com eles, incluindo Grosvenor Square, Belgrave Square, North Audley Street, South Audley Street e Davies Street. Isto é mantido agora por uma companhia chamada Grupo Grosvenor (Grosvenor Group, em inglês), pertencente à família do Duque.
Gerald Grosvenor, o 6.º Duque de Westminster, foi o terceiro homem mais rico do Reino Unido (entretanto, o primeiro e o segundo nasceram, respectivamente, na Índia e na Rússia), já tendo sido o mais rico por vários anos, e também um dos homens mais ricos do mundo.
Ducado de Westminster foi o último ducado a ser criado para uma pessoa que não estava ligada com a família real nem com um outro duque.

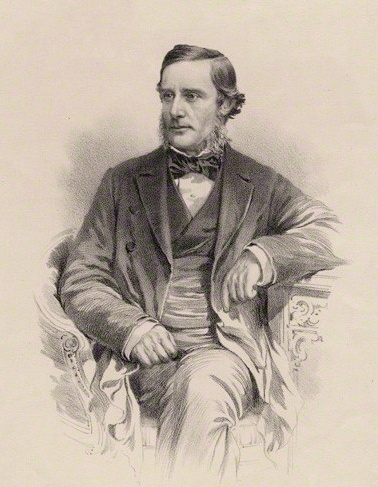
Fotografia do 1.º Duque de Westminster.

## Títulos subsidiários
Os títulos subsidiários do Duque de Westminster são: 
- Marquês de Westminster (criado em 1831);
- Conde Grosvenor (1784);
- Visconde Belgrave, de Belgrave no Condado de Chester (1784);
- Barão Grosvenor, de Eaton no Condado de Chester (1761).

O marquesado está no pariato do Reino Unido e o resto, no pariato da Grã-Bretanha. 
O título de cortesia do filho mais velho e herdeiro do duque é Conde Grosvenor.

## Solar da família

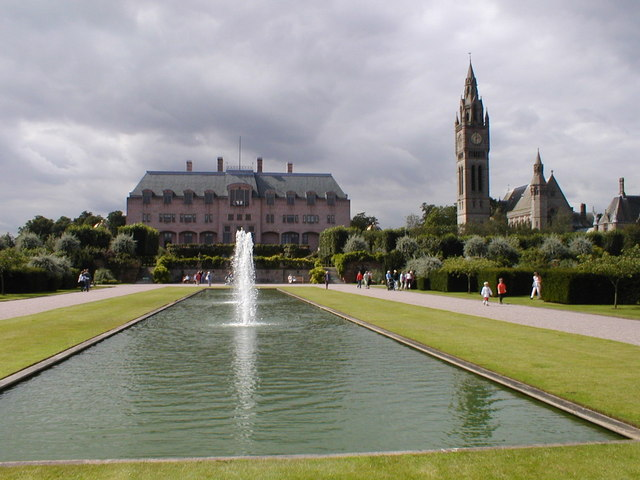
Eaton Hall em 2006.

Eaton Hall, a casa de campo do Duque de Westminster, fica em Cheshire, Inglaterra, rodeada por jardins formais, parques e terras agrícolas. A propriedade, com 10.872 acres, tem jardins desde o século XVII, cujo design evoluiu ao longo do tempo. Inclui vários edifícios, alguns decorativos e outros funcionais, muitos dos quais são classificados. Embora a casa e a propriedade não estejam normalmente abertas ao público, os jardins são acessíveis três dias por ano para angariação de fundos, e alguns edifícios podem ser alugados para fins solidários.
Também possuem uma propriedade menor em Ely Lodge, no Condado de Fermanagh, na Irlanda do Norte. A família costumava usar uma casa de cidade, chamada Grosvenor House, em Park Lane, que nos dias de hoje funciona como um hotel luxuoso.

## Baronetes Grosvenor (de Eaton) (1622)
- Sir Richard Grosvenor, 1.º Baronete (1584-1645)
  - Sir Richard Grosvenor, 2.º Baronete (1604-1664)
    - Roger Grosvenor (c. 1628–1661)
      - Sir Thomas Grosvenor, 3.º Baronete (1656-1700)
        - Sir Richard Grosvenor, 4.º Baronete (1689-1732)
        - Sir Thomas Grosvenor, 5.º Baronete (1693-1733)
        - Sir Robert Grosvenor, 6.º Baronete (m. 1755)
          - Sir Richard Grosvenor, 7.º Baronete (1731-1802) (titulado Barão Grosvenor em 1761 e Conde Grosvenor em 1784)

## Barão Grosvenor (1761)
| #   | Nome                          | Período   | Esposa(s)        | Notas                               |
| --- | ----------------------------- | --------- | ---------------- | ----------------------------------- |
| 1st | Richard Grosvenor (1731–1802) | 1761–1802 | Henrietta Vernon | Mais tarde titulado Conde Grosvenor |

## Condes Grosvenor (1784)
| #   | Nome                          | Período   | Esposa(s)        | Notas                                      |
| --- | ----------------------------- | --------- | ---------------- | ------------------------------------------ |
| 1st | Richard Grosvenor (1731–1802) | 1784–1802 | Henrietta Vernon | Barão Grosvenor                            |
| 2nd | Robert Grosvenor (1767–1845)  | 1802–1845 | Eleanor Egerton  | Filho do anterior e Marquês de Westminster |

## Marqueses de Westminster (1831)
| #   | Nome                          | Período   | Esposa(s)                          | Notas                                        |
| --- | ----------------------------- | --------- | ---------------------------------- | -------------------------------------------- |
| 1st | Robert Grosvenor (1767–1845)  | 1831–1845 | Eleanor Egerton                    | Conde Grosvenor                              |
| 2nd | Richard Grosvenor (1795–1869) | 1845–1869 | Elizabeth Leveson-Gower            | Filho do anterior                            |
| 3rd | Hugh Grosvenor (1825–1899)    | 1869–1899 | Constance Sutherland-Leveson-Gower | Filho do anterior e 1.º Duque de Westminster |

## Duques de Westminster (1874)
| # | Nome                          | Período               | Esposa(s)                                                             | Notas                  |
| - | ----------------------------- | --------------------- | --------------------------------------------------------------------- | ---------------------- |
| 1 | Hugh Grosvenor (1825–1899)    | 1874–1899             | Constance Sutherland-Leveson-Gower Katherine Cavendish                | Marquês de Westminster |
| 2 | Hugh Grosvenor (1879–1953)    | 1899–1953             | Constance Cornwallis-West Violet Nelson Loelia Ponsonby Anne Sullivan | Neto do anterior       |
| 3 | William Grosvenor (1894–1963) | 1953–1963             | Solteiro e sem descendência                                           | Primo do anterior      |
| 4 | Gerald Grosvenor (1907–1967)  | 1963–1967             | Sally Perry                                                           | Primo do anterior      |
| 5 | Robert Grosvenor (1910–1979)  | 1967–1979             | Viola Lyttelton                                                       | Irmão do anterior      |
| 6 | Gerald Grosvenor (1951–2016)  | 1979–2016             | Natalia Phillips                                                      | Filho do anterior      |
| 7 | Hugh Grosvenor (1991)         | Incumbente Desde 2016 | Olivia Henson                                                         | Filho do anterior      |

### Atual sucessão
Atualmente não há herdeiro do Ducado de Westminster. No eventual caso de Hugh Grosvenor, 7.º Duque de Westminster, atual duque, morrer sem descendência, o título de Duque de Westminster será extinto e o Marquesado de Westminster (um dos títulos subsidiários) será herdado pelo Conde de Wilton.

### Linha de sucessão
- Thomas Egerton, 1.º Conde de Wilton (1749–1814)
  - Lady Eleanor Egerton (1770–1846)
    -  Richard Grosvenor, 2.º Marquês de Westminster (1795–1869)
      -  Hugh Lupus Grosvenor, 1.º Duque de Westminster (1825-1899)
        - Victor Alexander Grosvenor, Conde de Grosvenor (1853-1884)
          -  Hugh Richard Arthur Grosvenor, 2.º Duque de Westminster (1879-1953)

        - Henry George (1861–1914)
          -  William Grosvenor, 3º Duque de Westminster (1894-1963)

      - Hugh William Grosvenor (1884-1914)
        -  Gerald Hugh Grosvenor, 4.º Duque de Westminster (1907-1967)
        -  Robert George Grosvenor, 5.º Duque de Westminster (1910-1979)
          -  Gerald Cavendish Grosvenor, 6.º Duque de Westminster (1951-2016)
            -  Hugh Richard Louis Grosvenor, 7.º Duque de Westminster (1991-)

    -  Robert Grosvenor, 1.º Barão de Ebury (1801–1883)
      -  Robert Grosvenor, 2.º Barão de Ebury (1834–1918)
        -  Robert Victor Grosvenor, 3.º Barão de Ebury (1868–1921)
        -  Francis Egerton Grosvenor, 4.º Barão de Ebury (1883–1932)
          -  Robert Grosvenor, 5.º Barão de Ebury (1914–1957)
            - (1)  The Right Honourable Francis Grosvenor, 8.º Conde de Wilton (born 1934)
              - (2) Julian Francis Martin Grosvenor, Visconde Gray de Wilton (b. 1959)

            - The Hon. William Wellesley Grosvenor (1942–2002)
              - (3) Alexander Egerton Grosvenor (b. 1968)

            - (4) The Hon. Richard Alexander Grosvenor (b. 1946)
              - (5) Bendor Robert Gerard Grosvenor (b. 1977)

          - The Hon. Hugh Richard Grosvenor (1919–2002)
            - (6) William Peter Wellesley Grosvenor (b. 1959)